# Qiao Hong
Pour les articles homonymes, voir Qiao.
Dans ce nom chinois, le nom de famille, Qiao, précède le nom personnel Hong.
Qiao Hong (sinogramme traditionnel : 喬紅), née le 21 novembre 1968 à Wuhan dans la province du Hubei, est une joueuse chinoise de tennis de table, qui a gagné trois fois les championnats du monde dont une fois en simple en 1989 et quatre médailles aux Jeux olympiques en 1992 et 1996. Après sa carrière, elle est devenue entraîneuse de l'équipe nationale de Chine de tennis de table à partir de 2003.
Qiao Hong est élue au Temple de la renommée du tennis de table en 2005.

## Palmarès
- Jeux olympiques d'été de 1992 à Barcelone
  -  Tennis de table (Double dames) avec Deng Yaping
  -  Tennis de table (Simple dames)
- Jeux olympiques d'été de 1996 à Atlanta
  -  Tennis de table (Double dames) avec Deng Yaping
  -  Tennis de table (Simple dames)